# Ehomaki (Sushi cuộn dài)

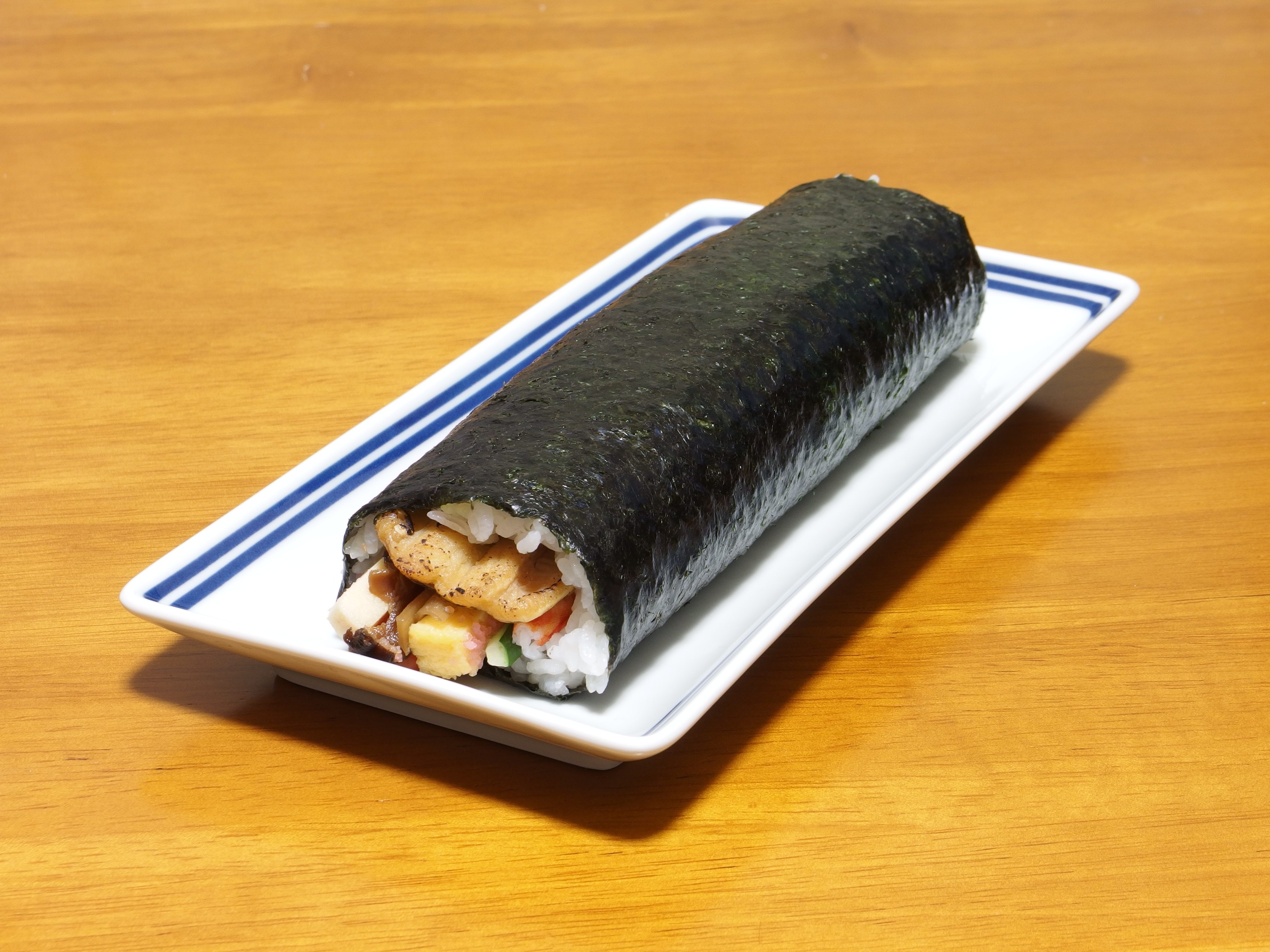
Sushi cuộn

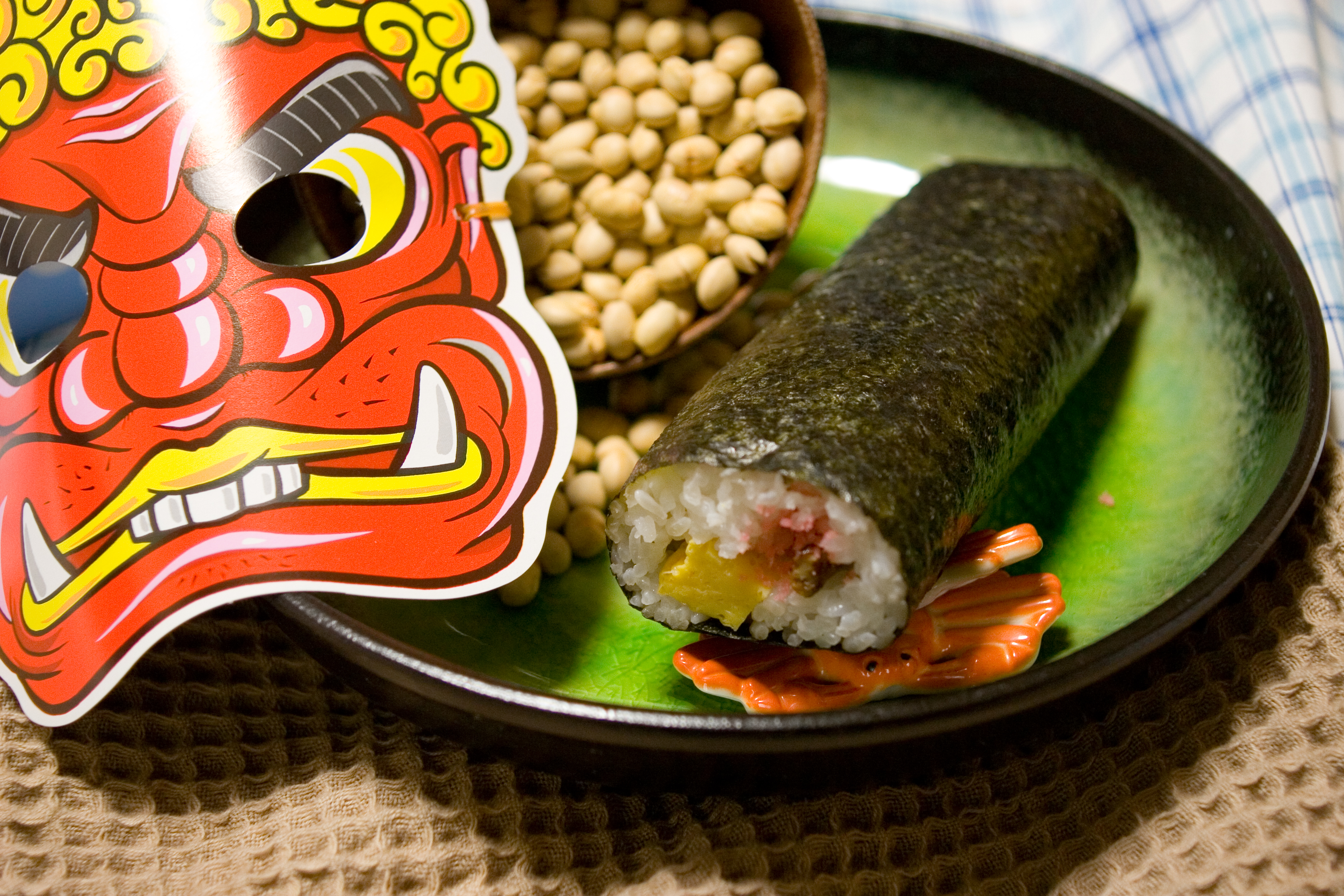
Sushi cuộn, hạt đậu nành và mặt nạ quỷ

Ehomaki (恵方巻き:えほうまき), là sushi cuộn được ăn vào dịp Tiết phân của Nhật. Người Nhật quan niệm là quay sushi này về hướng đem lại may mắn, ăn hết và không nói gì trong khi ăn sẽ đem lại may mắn .

## Tổng quan
Người ta nói rằng đó là một phong tục bắt nguồn từ thành phố Osaka , nhưng giả thuyết đó về nguồn gốc của nó có nhiều điểm không rõ ràng .

## Thành phần
Bảy loại thành phần được sử dụng cho cuộn sushi dày. Con số này gắn với Bảy vị thần may mắn với hy vọng kinh doanh thịnh vượng và không bệnh tật tai ương, có nghĩa là nó gắn với vận may . Có một giả thuyết khác  là dùng cây gậy sắt của quỷ nhằm để xua đuổi quỷ. Các thành phần không giới hạn trong bảy loại cụ thể, nhưng sau đây có thể được sử dụng như một ví dụ đại diện (nó có thể không phải là bảy).
- Kanpyo
- Dưa chuột (rau diếp, rong biển)
- Chả giò (dashi roll egg trứng nướng dày)
- Lươn (Anago) (hơn bốn loại dựa trên từ điển xuất xứ [6])
- Ruốc hoa anh đào (Oboro)
- Nấm hương luộc